# Seleção Austríaca de Handebol Masculino
A seleção austríaca de handebol masculino é uma equipe europeia composta pelos melhores jogadores de handebol da Áustria. A equipe é mantida pela Federação Austríaca de Handebol (em alemão, Österreichischer Handballbund). Encontra-se na 25ª posição do ranking mundial da IHF.

## Elenco atual
Convocados para integrar a seleção austríaca de handebol masculino no qualificatório para o Campeonato Mundial de 2013: